# Ossenbloed (pigment)

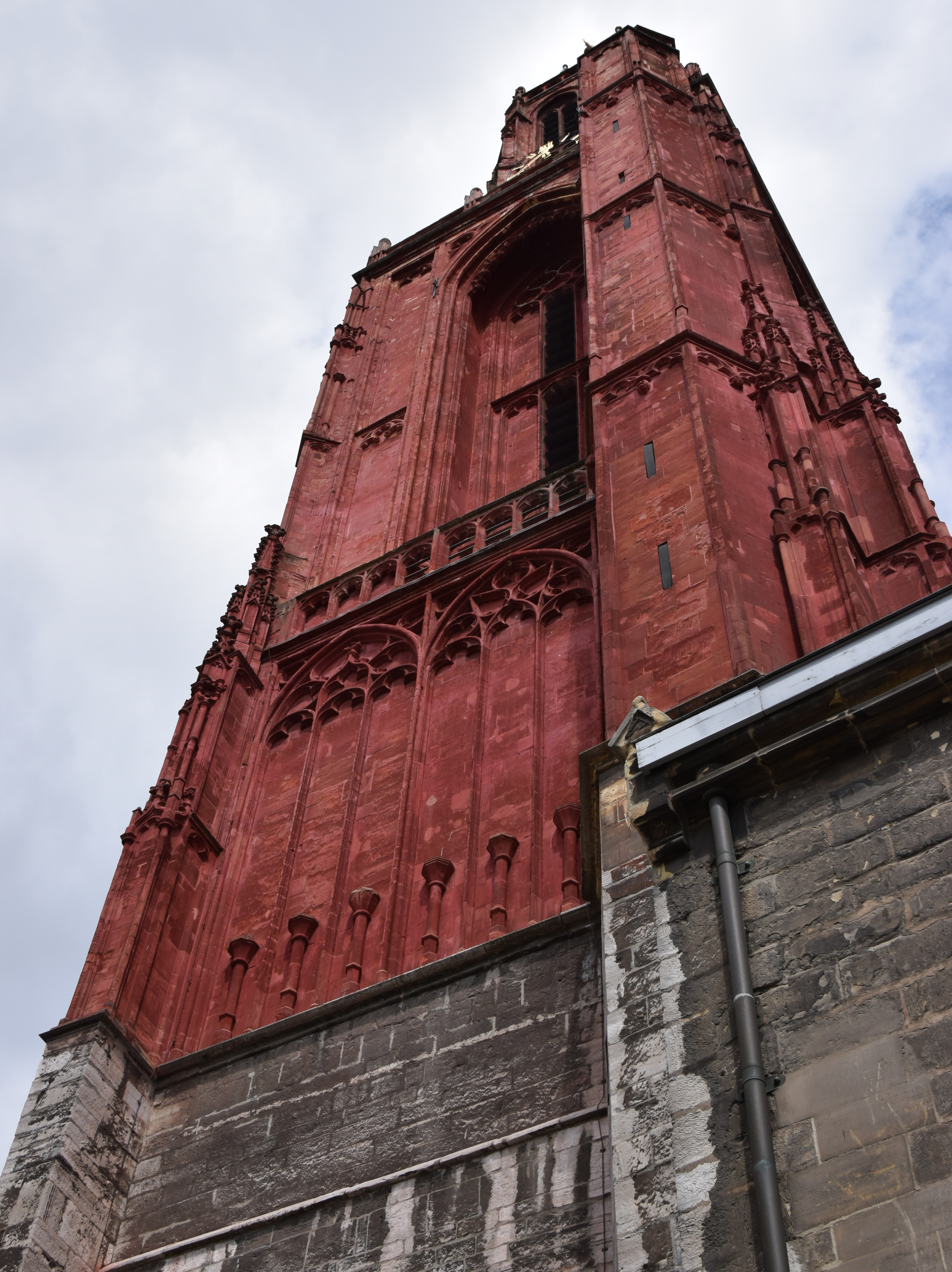
De ossenbloedkleur van de toren van de Maastrichtse Sint-Janskerk

Ossenbloed, ook wel dodekop of caput mortuum genaamd,  is een donkerrood pigment op basis van ijzeroxiden, dat veel werd en wordt toegepast op historische gebouwen. Ook ijzermenie bevat dit pigment. Ook in olieverfschilderijen wordt het gebruikt.
De naam van de kleur is verwarrend: er wordt weleens verondersteld dat gebouwen in het verleden daadwerkelijk met het bloed van runderen werden geconserveerd. Het is echter een variant van een ijzeroxidepigment, waartoe bijvoorbeeld ook de rode oker behoort. De naam van het pigment komt voort uit de alchemie. Een bekend in ossenbloed geverfd voorbeeld is de gotische Sint-Janskerk in Maastricht. De meeste metrostations in Londen van de Britse architect Leslie Green (1875-1908) zijn voorzien van ossenbloedkleurige gevels.

## Productie
Ossenbloed werd vanouds verkregen als nevenproduct bij de bereiding van zwavelzuur, onder meer via de droge destillatie van ijzervitriool of bij de reactie van ijzervitriool met salpeter.